# راک استار ۱۰۱
«راک استار ۱۰۱» (به انگلیسی: Rockstar 101) تک‌آهنگی از هنرمند اهل باربادوس ریانا، اسلش است که در ۱۸ مه ۲۰۱۰ منتشر شد. این تک‌آهنگ در آلبوم درجه آر قرار داشت.